# Quelneuc
Quelneuc (Gallo Qelenoec, bretonisch Kelenneg) war eine französische Gemeinde mit zuletzt 550 Einwohnern (Stand 1. Januar 2013) im Département Morbihan in der Region Bretagne.  Quelneuc ist ein Ortsteil der Gemeinde Carentoir.

## Geographie
Quelneuc liegt rund 20 Kilometer nördlich von Redon im Osten des Départements Morbihan. Die Gemeinde gehörte zum Gemeindeverband Communauté de communes du Pays de la Gacilly.
Nachbargemeinden waren Comblessac im Norden, Maure-de-Bretagne im Nordosten, Saint-Séglin im Osten, Bruc-sur-Aff im Südosten, Sixt-sur-Aff im Süden sowie Carentoir im Südwesten und Westen.

## Geschichte
Die Gemeinde entstand am 2. Mai 1863 durch Abspaltung von Carentoir und wurde am 1. Januar 2017 wieder nach Carentoir eingemeindet.
Quelneuc gehört zu dem Gebiet der Bretagne, in dem Gallo gesprochen wurde.

## Bevölkerungsentwicklung
| Jahr                       | 1962 | 1968 | 1975 | 1982 | 1990 | 1999 | 2006 | 2012 |
| Einwohner                  | 606  | 590  | 612  | 581  | 530  | 485  | 538  | 533  |
| Quellen: Cassini und INSEE |      |      |      |      |      |      |      |      |

## Sehenswürdigkeiten
- Schloss La Ville-Quéno aus dem Jahr 1890
- Kirche Saint-François-de-Sales aus dem Jahr 1875
- Kapelle Notre-Dame-du-Ronseray aus dem Jahr 1960
- Menhir und Steinreihe de la Saude
- Mühle von La Fosse aus dem 16. Jahrhundert
- Herrenhaus von Quelneuc aus dem 16. Jahrhundert
- Herrenhaus von La Chouannière aus dem 15. Jahrhundert

Quelle: